# Rezső Újlaki
Rezső Újlaki, także Rudolf Uitz (ur. 13 stycznia 1892 w Tatabányi, zm. 5 stycznia 1927 w Lugoj) – węgierski dyskobol, uczestnik igrzysk olimpijskich.
Uczestniczył w rywalizacji na V Igrzyskach olimpijskich rozgrywanych w Sztokholmie w 1912. Startował tam w dwóch konkurencjach. W konkursie rzutu dyskiem uplasował się na dziewiątym miejscu. Rzucając dysk na odległość 39,82 metra osiągnął najlepszy wynik wśród zawodników węgierskich. W rzucie dyskiem oburącz uplasował się na czternastym miejscu z łącznym wynikiem 66,18 metra.
Reprezentował barwy Temesvári Atlétikai Club.